# Niedowład Klumpke
Niedowład Klumpke (ang. Klumpke palsy) – porażenie splotu ramiennego spowodowane urazem okołoporodowym, dotyczące korzeni od C8 do Th1 nerwów rdzeniowych tworzących ten splot.
Objawia się brakiem odruchu chwytnego. Czynność zginaczy zostaje znacznie bardziej upośledzona niż prostowników. Gdy zajęta jest gałąź łącząca układu współczulnego, niedowładowi Klumpke dodatkowo towarzyszy zespół Hornera.
Opisane przez Augustę Marie Dejerine-Klumpke.